# Jerome Boger
Jerome Boger (né en 1955 à Atlanta) est un joueur et arbitre américain de football américain.

## Carrière

### Joueur
Boger fait ses études universitaires au Morehouse College, jouant au poste de quarterback avec les Tigers de Morehouse. Néanmoins, il juge qu'il n'a pas le niveau pour tenter une carrière de footballeur professionnel et décide de prendre la direction de l'arbitrage.

### Arbitre
Il commence sa carrière d'arbitre dans de petites ligues ou le championnat des lycées. Il prend le sifflet de la NCAA et passe onze ans à arbitrer les matchs de la Southern Intercollegiate Athletic Conference et cinq ans ceux de la Mid-Eastern Athletic Conference et quelques matchs de la Conference USA.
Il s'essaie au football américain en salle en arbitrant des matchs de l'Arena Football League. Il sera un des derniers arbitres de la NFL Europe et aura le privilège d'arbitrer le World Bowl XIV.
En 2004, il est choisi pour devenir arbitre de ligne dans la prestigieuse National Football League. Il devient le troisième arbitre afro-américain de l'histoire de la NFL après Johnny Grier en 1988 et Mike Carey en 1995. Deux saisons plus tard, il est promu arbitre principal avec Gene Steratore pour remplacer Bernie Kukar et Tom White, partant à la retraite.
En 2013, il est choisi par la NFL pour arbitrer le Super Bowl XLVII opposant les Ravens de Baltimore aux 49ers de San Francisco.

## Famille
Jerome a un fils en la personne de Tra Boger, qui évolue actuellement dans la Ligue canadienne de football.